# Andreja Avčin
Andreja Avčin, slovenska lutkarica, * 14. avgust 1919, Ljubljana, † 8. julij 1996, Ljubljana.

## Življenjepis
Rodila se je kot Andreja Stegnar očetu Vinku in materi Ivanki. Osnovno šolo je končala v Ljubljani, nato pa je končala višjo trgovsko šolo, hkrati pa je opravila tudi mojstrski izpit za modistko, saj so imeli starši modistični salon, kjer se je nameravala zaposliti. Tako je pred drugo svetovno vojno v domačem salonu izdelovala klobuke in okrasne dodatke. Drugo svetovno vojno je preživela v Ljubljani, kjer je sodelovala z Osvobodilno fronto. Po vojni je še nekaj časa delala v družinskem salonu, nato pa se je leta 1953 kot kostumografinja zaposlila v Mestnem lutkovnem gledališču. 
Leta 1963 je pridobila status umetnice, nato pa se je še istega leta zaposlila na RTV Slovenija, kjer je ostala vse do upokojitve v letu 1972. Z Nacetom Simončičem sta leta 1962 ustvarila lutkovno serijo Butalci, leto kasneje predstavo Peter Struna nato pa leta 1965 še serijo Gregec. Leta 1967 je ustvarila serijo Drejček in trije Marsovčki, leta 1968 pa eno najbolj znanih; Kljukčeve dogodivščine. 
Že med delom na RTV je ustvarjala maske in pokrivala za razna gledališča in opere, to dejavnost pa je nato občasno nadaljevala tudi po upokojitvi.